# Anamaria Govorčinović
Anamaria Govorčinović (17 de mayo de 1997) es una deportista croata que compite en piragüismo en la modalidad de aguas tranquilas.
Ganó dos medallas en el Campeonato Mundial de Piragüismo de 2022 y una medalla de plata en el Campeonato Europeo de Piragüismo de 2021.

## Palmarés internacional
| Campeonato Mundial | Campeonato Mundial | Campeonato Mundial | Campeonato Mundial |
| Año                | Lugar              | Medalla            | Competición        |
| ------------------ | ------------------ | ------------------ | ------------------ |
| 2022               | Halifax (Canadá)   | Medalla de plata   | K1 500 m           |
| 2022               | Halifax (Canadá)   | Medalla de bronce  | K1 1000 m          |
| Campeonato Europeo |                    |                    |                    |
| Año                | Lugar              | Medalla            | Competición        |
| 2021               | Poznań (Polonia)   | Medalla de plata   | K1 1000 m          |